# Раджоури (округ)
Раджоури или Раджаури (хинди राजौरी ज़िला; англ. Rajouri) — округ в индийской союзной территории Джамму и Кашмир, в регионе Джамму. Образован 1 января 1968 года. Административный центр — город Раджаури. По данным всеиндийской переписи 2001 года население округа составляло 483 284 человека.
Находясь на границе с Пакистаном, он является узлом инфраструктуры и стратегическим объектом. По этому пограничные войска Индии размещены в округе. В округе живут гуджары и бакервалы, которые кочуют по горам Пир-Панджал. В округе 6 техсилов (городских поселений): Раджаури, Новшера, Сундербани, Калакот, Котеранка, Сундербани, Тханаманди и 7 блоков: Раджаури, Манджакот, Дархай, Будхал, Калакот, Сундербани и Новшера. В некоторых городах больше индуистов, в других мусульман. По переписи 2001 года: 483 284 жителя, 60 % мусульман (291 067), 37 % индуистов, 2 % сикхов и буддистов. Следует добавить, что в округе много военных индуистов, которые влияют на статистику.

## Административное деление
Техсилы:
- Будхал
- Калакот
- Новшера
- Раджаури
- Сундербани(Дархал)
- Тханаманди

Блоки:
1. Раджаури
2. Дархал
3. Сундербани
4. Дунджи
5. Новшера
6. Калакот
7. Манджакот
8. Тханаманди
9. Будхал

В каждом блоке несколько панчаятов.

## История

### Древность
В древности был известен под именем Раджапура. В Махабхарате упомянут, и в сообщениях 7 века китайского путешественника Сюаньцзана, что Раджаури, Пунч и Абхисара были землями республики камбоджей в эпические времена. В эпосе Раджаури назывался Раджапурам и был метрополией камбоджей: Карна-Раджапурам-гатва-Камбоджах-нирджитастава.
Исторические сведения показывают, что в 4 веке до н. э. на северо-западе Индии действительно существовало феодальное государство в Раджаури со столицей в Абхисаре. Во время вторжения Александра, Раджоури был на вершине своей славы. В период Маурьев, город был большим торговым центром. Раджаури упоминается в путешествии китайского путешественника Сюаньцзан, который посетил город в 632 году н. э. и описал его как часть Кашмира. Чуть позже, в районе Лахаркота Пунч и Раджаури превратились в два мощных государства этого региона. Только при моголах раджа Раджаури принял ислам.
Аль-Беруни посетил округ при Султане Масуде (сыне Мехмуда) в 1036 году В своей книге «Индия» он назвал Раджаури — Раджа Вари. Сривар, автор Радж Тирангини, писавший при Султане Зайн-уль-Абдине, также назвал город Раджа Вари. Праджа Бхат писатель XVI века назвал город Радж-вар. Мирза Зафарулла Хан автор Тарикх Раджган-и-Раджоур сообщает, что раньше город назывался Радж-Авар потом назывался Раджоур и Раджоури, хотя старики в деревнях до сих пор говорят Раджоур.

### Династия Паулидов
Согласно Раджтирангини калханскому, Раджоури стал независимым княжеством около 1003 года. Первым правителем был Раджа Принхив Паул. С 1033 по 1194 его потомки правили княжеством. Были Раджа Притхивапул, Раджа Джанки Паул (1035), Раджа Санграм Паул (1063), Раджа Сом Паул (1101), Баху Паул (1113) и Амна Паул (1194). Раджа Притхиви Паул был разбит на перевале Пир-Панчал войсками султана Мехмуда в 1021 году. Раджа Санграм Паул защищал княжество, когда Раджа Хараш кашмирский атаковал княжество в 1089 году. Санграм сражался очень храбро и Хараш возвратил захваченные земли.

### ДинастияДжарралидов
Согласно Тарикх Раджган-и-Раджоур: Нур-уд-Дина переехал из Пенджаба в Раджоури. Раджа Амна Паул был убит во время мятежа и Нур-уд-Дин был провозглашён раджой. Так Раджа Нур-уд-Дин стал основателем династии Джаррал — мусульман правивших Раджоури с 1194 года по 21 октября 1846 года.
1. Нур-уд-Дин (1194)
2. Навар-хан (1252)
3. Сарда-хан (1289)
4. Шах-уд-Дин (1412)
5. Маст Вали-хан (1565)
6. Тадж-уд-Дин (1604)
7. Анаят Уллах-хан (1648)
8. Азмат Уллах-хан (1683)
9. Иззат Уллах-хан (1762)
10. Карам Уллах-хан (1676)
11. Аггар Уллах-хан (1808)
12. Рахим Уллах-хан (1819-21 октября 1846)

Джарралиды построили много зданий в княжестве и считались веротерпимыми правителями, хотя иногда воевали с соседними сикхскими владениями.
В 1846 году по амритсарскому договору Джамму и Кашмир был передан Гулаб Сингху. Княжество было упразднено и вместо Раджоури названо Рамур. В 1968 году был образован округ Раджоури.

## Политика
Четыре окружных собрания: Новшера, Дархал, Раджаури и Калакот.

## Полезные ископаемые
Уголь, известняк, бокситы, железная руда, бентонит, возможно, углеводороды